# Hanns Grewenig
Hanns Grewenig (* 30. September 1891 in Straßburg; † 6. April 1961 in München) war ein deutscher Ingenieur und Manager in der Automobilindustrie.
Grewenig trat 1911 in die Kaiserliche Marine ein, machte 1917 sein Diplom als Schiffsingenieur und fuhr im Ersten Weltkrieg auf U-Booten. Nach Kriegsende 1918 absolvierte er eine kaufmännische Ausbildung und leitete mehrere größere Reparatur-Werkstätten. 1927 trat er in die Berliner Ford Motor Company AG ein und wechselte 1928 zur General Motors GmbH in Berlin-Borsigwalde, wo er Leiter des Kundendienstes und Verkaufsleiter für Bayern, Württemberg, Baden und Hessen war. Von 1935 bis Oktober 1938 war er Leiter des Opel-Lkw-Werkes Brandenburg und im Anschluss Betriebsführer des Opel-Stammwerkes Rüsselsheim. Von 1941 bis 1945 war Grewenig Vorstandsmitglied der Vogtländischen Maschinenfabrik in Plauen. 1948 wurde er Kaufmännischer Direktor im Vorstand von BMW. Bei der damaligen gemeinschaftlichen Führung der BMW AG mit den weiteren Vorstandsmitgliedern Kurt Donath und Heinrich Krafft von Dellmensingen entsprach dies de facto dem Vorstandsvorsitz. Grewenig gilt als wichtiger Förderer des Motorsports. Er schloss 1954 mit dem italienischen Hersteller Iso Rivolta einen Lizenzvertrag über den Bau des Rollermobils BMW Isetta ab, das bei BMW als „Motocoupé“ bezeichnet wurde.
Hanns Grewenig verließ Mitte 1957 BMW, offiziell aus Altersgründen, eher jedoch wegen der damals schlechten wirtschaftlichen Aussichten für das Unternehmen.
Er kam am 6. April 1961 bei einem Autounfall in München ums Leben.